# Földes
Földes is een plaats (nagyközség) en gemeente in het Hongaarse comitaat Hajdú-Bihar. Földes telt 4350 inwoners (2001).